# Радостка
Радостка (словац. Radôstka) — село в окрузі Чадця Жилінського краю Словаччини. Площа села 13,17 км². Станом на січень 2017 року в селі проживало 838 людей.  Протікає річка Радостка.

## Історія
Перші згадки про село датуються 1640 і 1662 роками.

## Населення
| Рік:            | 1994. | 2004.   | 2014.   | 2024.   |
| --------------- | ----- | ------- | ------- | ------- |
| Кількість осіб: | 852   | 886     | 829     | 770     |
| Різниця:        |       | +3,99 % | -6,43 % | -7,11 % |

| Рік:            | 2023. | 2024.   |
| --------------- | ----- | ------- |
| Кількість осіб: | 779   | 770     |
| Різниця:        |       | -1,15 % |